# Tværs gennem Vestflandern
Tværs gennem Vestflandern eller Johan Museeuw Classic (tidligere Tre dage ved Vestflandern) er et belgisk endagsløb i landevejscykling som arrangeres hvert år i marts. Løbet er blevet arrangeret siden 1945. Løbet er af UCI klassificeret med 1.1 og er en del af UCI Europe Tour.
I maj 2016 blev det offentliggjort, at fra 2017 ville det atter bliver afholdt som et endagsløb under navnet Tværs gennem Vestflandern.

## Vindere

### Tre dage ved Vestflandern
| År                                   | Vinder                   | Toer                     | Treer                 |
| ------------------------------------ | ------------------------ | ------------------------ | --------------------- |
| Omloop der Vlaamse Ardennen-Ichtegem |                          |                          |                       |
| 1945                                 | Marcel Kint              | Prosper Depredomme       | Maurice Desimpelaere  |
| 1946                                 | Joseph Somers            | Albert Decin             | Achiel Buysse         |
| 1947                                 | Michel Remue             | Albert Anutchin          | André Maelbrancke     |
| 1948                                 | Raymond Impanis          | Stan Ockers              | François De Donder    |
| 1949                                 | Norbert Callens          | René Janssens            | André Maelbrancke     |
| 1950                                 | Arsène Rijckaert         | Marcel Dierkens          | Gilbert Caupain       |
| 1951                                 | Valère Ollivier          | Joseph Van Staeyen       | Lucien Mathys         |
| 1952                                 | Henri Van Kerckhove      | Karel De Baere           | Gerard Buyl           |
| 1953                                 | Marcel Dierkens          | Roger Decock             | André Maelbrancke     |
| 1954                                 | Maurice Blomme           | Arthur Mommerency        | Hilaire Couvreur      |
| 1955                                 | René Mertens             | Camilius Demunster       | Lucien Mathys         |
| 1956                                 | Frans Van Looveren       | Arthur Mommerency        | Willy Truye           |
| 1957                                 | Noël Foré                | André Messelis           | Lucien Mathys         |
| 1958                                 | Cyriel Van Bossel        | Gabriel Borra            | Willy Truye           |
| 1959                                 | Daniel Denys             | Arthur Decabooter        | Richard Durlacher     |
| 1960                                 | Florent Van Pollaert     | Bas Maliepaard           | Kamiel Lamote         |
| 1961                                 | Gabriel Borra            | Kamiel Buysse            | Lucien Demunster      |
| 1962                                 | Gustaaf Van Vaerenbergh  | Piet Rentmeester         | Georges Decraeye      |
| 1963                                 | Gustaaf De Smet          | Armand Desmet            | René Van Meenen       |
| 1964                                 | Julien Gaelens           | Gilbert Maes             | René Van Meenen       |
| 1965                                 | Bernard Van De Kerckhove | André Messelis           | Benoni Beheyt         |
| 1966                                 | Noël Van Clooster        | Guido Reybrouck          | Norbert Kerckhove     |
| 1967                                 | Gustaaf De Smet          | Theo Mertens             | André Planckaert      |
| 1968                                 | Willy Van Neste          | Roger Rosiers            | Romain De Loof        |
| 1969                                 | Eric De Vlaeminck        | Wim Dubois               | Joseph Mathy          |
| 1970 ikke arrangeret                 |                          |                          |                       |
| 1971                                 | Eric Leman               | André Dierickx           | Roger Rosiers         |
| 1972                                 | Tino Tabak               | Aimé Delaere             | Noël Vantyghem        |
| 1973                                 | Frans Verbeeck           | Freddy Maertens          | Jean-Pierre Berckmans |
| 1974                                 | Patrick Sercu            | Walter Planckaert        | Raymond Steegmans     |
| 1975                                 | Patrick Sercu            | Frans Verbeeck           | Rik Van Linden        |
| 1976                                 | Christian De Buysschere  | Marcel Van der Slagmolen | Carlos Cuyle          |
| 1977                                 | Herman Beysens           | Walter Naegels           | Eric De Vlaeminck     |
| 1978                                 | Léo Van Thielen          | Rudy Pevenage            | Alfons van Katwijk    |
| 1979                                 | Piet van Katwijk         | Eddy Vanhaerens          | Hans-Peter Jakst      |
| 1980                                 | Johan Wellens            | Daniel Gisiger           | Ronny Van De Vijver   |
| 1981                                 | Ferdi Van Den Haute      | Jan Bogaert              | Bert Oosterbosch      |
| 1982                                 | Dirk Heirweg             | Alain De Roo             | Marc Madiot           |
| 1983                                 | Ludo Peeters             | Johan van der Velde      | Jos Schipper          |
| 1984                                 | William Tackaert         | Alain De Roo             | Dirk Durant           |
| 1985                                 | Hans Daams               | Erik Stevens             | Herman Frison         |
| 1986                                 | Jozef Lieckens           | Frank Verleyen           | Carlo Bomans          |
| 1987                                 | Franky Van Oyen          | Hendrik Redant           | Patrick Onnockx       |
| 1988                                 | Michel Cornelisse        | Rob Kleinsman            | Frank Pirard          |
| 1989                                 | Luc Colyn                | Dean Woods               | Ronny Vlassaks        |
| 1990                                 | Dirk Demol               | Peter Pieters            | Patrick Deneut        |
| 1991                                 | Hendrik Redant           | Edwig Van Hooydonck      | Frank Van Den Abeele  |
| 1992                                 | Nico Verhoeven           | Edwig Van Hooydonck      | Jans Koerts           |
| 1993                                 | Niko Eeckhout            | Michel Cornelisse        | Hans De Meester       |
| 1994                                 | Bo Hamburger             | Léon van Bon             | Philip De Baets       |
| 1995                                 | Johan Museeuw            | Frank Høj                | Robbie Vandaele       |
| 1996                                 | Wilfried Peeters         | Johan Museeuw            | Hendrik Redant        |
| 1997                                 | Léon van Bon             | Erik Dekker              | Tom Desmet            |
| 1998                                 | Jesper Skibby            | Lars Michaelsen          | Hans De Meester       |
| Guldensporentweedaagse               |                          |                          |                       |
| 1999                                 | Wilfried Peeters         | Michael Steen Nielsen    | Steven de Jongh       |
| 2000                                 | Servais Knaven           | Lars Michaelsen          | Jacob Moe Rasmussen   |
| 2001                                 | Erik Dekker              | Michael Boogerd          | Steven de Jongh       |
| 2002                                 | Erik Dekker              | Steven Van Malderghem    | Olaf Pollack          |
| Tre dage ved Vestflandern            |                          |                          |                       |
| 2003                                 | Jaan Kirsipuu            | Jimmy Casper             | Lauri Aus             |
| 2004                                 | Robert Bartko            | Jaan Kirsipuu            | Kurt-Asle Arvesen     |
| 2005 ikke arrangeret                 |                          |                          |                       |
| 2006                                 | Niko Eeckhout            | Robbie McEwen            | Matti Breschel        |
| 2007                                 | Jimmy Casper             | Wouter Weylandt          | Stefan van Dijk       |
| 2008                                 | Bobbie Traksel           | Niko Eeckhout            | Sergej Ivanov         |
| 2009                                 | Johnny Hoogerland        | Kevyn Ista               | Jens Mouris           |
| 2010                                 | Jens Keukeleire          | Kris Boeckmans           | Bobbie Traksel        |
| 2011                                 | Jesse Sergent            | Sébastien Rosseler       | Michał Kwiatkowski    |
| 2012                                 | Julien Vermote           | Jesse Sergent            | Mikhail Ignatjev      |
| 2013                                 | Kristof Vandewalle       | Tobias Ludvigsson        | Niki Terpstra         |
| 2014                                 | Gert Jõeäär              | Guillaume Van Keirsbulck | Johan Le Bon          |
| 2015                                 | Yves Lampaert            | Anton Vorobjov           | Jesse Sergent         |
| 2016                                 | Sean De Bie              | Łukasz Wiśniowski        | Nils Politt           |

### Tværs gennem Vestflandern
| År   | Vinder        | Toer             | Treer             |
| ---- | ------------- | ---------------- | ----------------- |
| 2017 | Jos van Emden | Silvan Dillier   | Lasse Norman Leth |
| 2018 | Rémi Cavagna  | Florian Sénéchal | Frederik Frison   |